# Кисляков, Сергей Витальевич
Сергей Витальевич Кисляков (род. 27 декабря 1950, Петрозаводск) — советский и российский учёный, математик, специалист в области гармонического анализа, член-корреспондент РАН (2006), академик РАН (2016), доктор физико-математических наук, главный редактор журнала «Алгебра и анализ».

## Биография
Родился в семье учёных. Отец — Кисляков Виталий Андреевич (1925—1984) — учёный-физиолог, много лет проработал в Институте физиологии имени И. П. Павлова в пос. Колтуши Ленинградской области, был заведующим одной из лабораторий.
Сергей Витальевич — выпускник  школы-интерната № 45 при Ленинградском государственном университете.
В 1972 году окончил математико-механический факультет ЛГУ, там же окончил аспирантуру.
Специалист в области гармонического анализа.
С 2007 — директор Санкт-Петербургского отделения математического института им. В. А. Стеклова РАН, с 2006 — член-корреспондент РАН, с 2016 — академик РАН.
Преподаёт на математико-механическом факультете СПбГУ.
Женат, двое детей. Живёт в Колтушах.